# تيريزا تينغ
تيريزا تينغ (29 يناير 1953 - 8 مايو 1995) (بالصينية التقليدية: 鄧麗君، بالصينية المبسطة: 邓丽君، بينيين: dèng lìjūn). مغنية بوب صينية من تايوان كانت لها شهرة أسطورية بين شعبها والناطقين بالصينية وفي اليابان لفترة امتدت حوالي 30 عاماً. اشتهرت تيريزا بأغانيها الشعبية والرومانسية والتي لا تزال منتشرة وحيّة حتى هذه الأيام.
غنت الكثير من الأغاني باللغات الصينية المندرينية والتايوانية والكانتونية، واللغة اليابانية، والإندونيسية والإنكليزية وحازت الكثير من الجوائز المحلية والعالمية.

## السيرة الشخصية
ولدت في تايوان لأسرة نازحة من البر الصيني. وفي عام 1968، اشتُهرت بعد أدائها عرضاً في برنامج موسيقى محلي على التلفاز وأطلقت بعدها ثمانية ألبومات خلال السنتين اللاحقتين. وفي عام 1973، حاولت اقتحام السوق اليابانية بمشاركتها في أرفع برنامج مسابقات غنائي ياباني يمتد لمدة سنة كاملة لانتقاء الفائزين. وبالنتيجة، فازت بجائزة هذا البرنامج كـ«أفضل نجم غنائي جديد». وفي عام 1974، اقتحمت اليابان بجدارة بأغنيتها «المطار Airport (空港)» ثم أنحاء أخرى من الصين بعد أدائها أغاني بالكانتونية، وحتى ماليزيا وإندونيسيا بعد أدائها بالإنكليزية.
في عام 1983، أطلقت مجموعتها الغنائية الأكثر شهرة؛ «إحساس خفيف وبديع (淡淡幽情)» التي تضمنت 12 قصيدة كلاسيكية من أيام سلالة تانغ وسلالة سونغ يتم تلحينها لأول مرة في التاريخ.
بدأت تذيع شهرتها وامتدت في البر الصيني رغم أن سلطات الصين الشعبية كانت تحظر معظم الموسيقا الغربية بما فيها أغاني تيريزا بادعاء أنها «هابطة» ولم تكن قادرة على زيارة البر الصيني.
في عام 1989، غنت في باريس للطلاب الثائرين ضد السلطات في بكين في ساحة تيانانمين معلنةً مساندتها لهم في مطالبهم الإصلاحية. وفي 27 أيار، تجمع 300َ000 شخص في هونغ كونغ في تظاهرة دعيت آنذاك "أغاني ديمقراطية مهداة للصين" واستمعوا لأغنية أدتها تيريزا بعنوان "بيتي على الطرف الآخر من الجبل"."

## الوفاة والتخليد
عانت تيريزا من مرض الربو. وفي أثناء عطلة كانت تقضيها في تايلاند، قضت عليها نوبة حادة من الربو يوم الثامن من أيار عام 1995 بعمر 42 عاماً (43 عام حسب تقدير العمر الصيني).
أعلنت حكومة الصين الوطنية أنها ستقيم لها مراسم دفن رسمية، وغطت نعشها بالعلم الوطني وتقدم المشيعين الرئيس التايواني لي تينغ هوي.
تم دفنها في سفح جبل جينباو المطلّ على تايبيه. وبالقرب من قبرها، تم رفع تمثال لها مع موسيقا من أغانيها تعزف كخلفية صوتية. يوجد كذلك بيانو إلكتروني ضخم يمكن للزوار أن يعزفو عليه بالمشي على مفاتيحه. يزور قبرها الكثير من معجبيها ومحبيها وبكثرة، بخلاف التقاليد الصينية التي تنأى عن زيارة القبور. وفي 1986، بيع بيتها في هونغ كونغ بمبلغ 32 مليون دولار هونغ كونغي ليتم بالمبلغ تمويل إنشاء متحف لها في شانغهاي، والذي افتُتح سنة 2002.
في ذكرى وفاتها العاشرة، أطلقت «مؤسسة تيريزا تينغ للثقافة والتربية» حملة «إشعر بتيريزا تينغ» وزار ضريحها الكثير من معجبيها وتم عرض الكثير من ملابسها ومجوهراتها وممتلكاتها الشخصية تم عرضها للعموم في حديقة يوزي في مدينة غويلين بالصين.
في عام 2002، أُزيح الستار عن تمثال شمعي لتيريزا في متحف مدام تُساد في هونغ كونغ.

## وصلات خارجية
- تيريزا تينغ على موقع IMDb (الإنجليزية)
- تيريزا تينغ على موقع الموسوعة البريطانية (الإنجليزية)
- تيريزا تينغ على موقع ميوزك برينز (الإنجليزية)
- تيريزا تينغ على موقع أول ميوزيك (الإنجليزية)
- تيريزا تينغ على موقع ديسكوغز (الإنجليزية)
- تيريزا تينغ على موقع قاعدة بيانات الفيلم (الإنجليزية)
- مؤسسة تيريزا تينغ 鄧麗君文教基金會
- قلبي مثل القمر- الكلمات والمعاني